# 在懂愛之前／落櫻繽紛的夜
《在懂愛之前／落櫻繽紛的夜》（日语： Ai o Shiru Made wa / Sakura ga Furu Yoru wa）是日本創作型歌手愛繆的第11張單曲，由unBORDE於2021年5月26日發行。雙A面歌曲為〈在懂愛之前〉和〈落櫻繽紛的夜〉，前者為日本電視台電視劇《喜劇開場》的主題曲和第72回NHK紅白歌合戰的演唱歌曲，後者為ABEMA真人秀《別被愛情與狼所欺騙》的主題曲；C/W歌曲則為〈迷你裙和聚光燈〉。

## 簡介
《在懂愛之前／落櫻繽紛的夜》是愛繆的第1張雙A面單曲，也是繼實體發行單曲《赤裸裸的心》時隔約1年的第1張單曲。單曲發行前，A面歌曲即已各自公開和發布：〈在懂愛之前〉於2021年4月17日在YouTube上發布音樂短片，並於5月7日提前發行，同日20時首播音樂錄影帶；〈落櫻繽紛的夜〉則為2月17日發行的單曲。
2月3日，真人秀《別被愛情與狼所欺騙》宣布採用〈落櫻繽紛的夜〉作為主題曲，並於2月14日播出。同日，〈落櫻繽紛的夜〉的完整版本於FM東京的節目《SCHOOL OF LOCK!》上播出。
3月31日，電視劇《喜劇開場》宣布採用〈在懂愛之前〉作為主題曲，並於4月17日播出。5月25日，單曲的發行資訊公開，並宣布由Mitsume的（Vo、G）負責C/W歌曲〈迷你裙和聚光燈〉的製作，同樣來自Mitsume的大竹雅生（G、Syn）、須田洋次郎（Dr）和Nakayaan（B）也會一同參與錄音。
12月21日，NHK公布第72回紅白歌合戰的演唱歌曲，〈在懂愛之前〉為紅組第2演唱順序，此次也是愛繆第3次於紅白歌合戰的演唱。

## 音樂錄影帶
〈落櫻繽紛的夜〉的音樂錄影帶是由山田智和執導，於新宿的公車站、電話亭和卡拉OK亭等地拍攝，其中愛繆是以櫻花髮色登場。音樂錄影帶公開後，愛繆的髮色也成為熱門話題。

## 發行資訊
單曲使用3方向光碟盒包裝，並附贈12頁的全彩小冊子和限量的A5尺寸文件夾。此外，〈在懂愛之前〉也被應用於Instagram的AR素材，使用者能透過AR濾鏡製作該歌曲的小短片。

## 榜單成績
2022年1月，〈落櫻繽紛的夜〉在日本告示牌上的累積串流播放量已突破1億次，是繼〈金盞花〉、〈赤裸裸的心〉、〈你不聽搖滾〉、〈春日〉、〈今夜就這樣〉和〈傳達愛〉以來第7首破億的歌曲。
|                  | Billboard Japan    | Billboard Japan     | Billboard Japan | Oricon                 | YouTube Japan           | YouTube Japan           |
| Hot 100          | Top Download Songs | Top Streaming Songs | 公信榜          | Top Songs              | Top Videos              |                         |
| ---------------- | ------------------ | ------------------- | --------------- | ---------------------- | ----------------------- | ----------------------- |
| 〈在懂愛之前〉   | 週榜第10名         | 週榜第4名           | 週榜第24名      | 週榜第8名 上榜次數24週 | 週榜第17名 上榜次數13週 | 週榜第11名 上榜次數11週 |
| 〈落櫻繽紛的夜〉 | 週榜第13名         | 週榜第5名           | 週榜第13名      | 週榜第8名 上榜次數24週 | 週榜第17名 上榜次數18週 | 週榜第15名 上榜次數16週 |

## 收錄歌曲
| CD       | CD             | CD                     | CD                                 | CD    |
| 曲序     | 曲目           | 编曲                   | 备注                               | 时长  |
| -------- | -------------- | ---------------------- | ---------------------------------- | ----- |
| 1.       |                | 田中ユウスケ、永澤和真 | 電視劇《喜劇開場》主題曲           | 4:36  |
| 2.       |                |                        | 真人秀《別被愛情與狼所欺騙》主題曲 | 4:34  |
| 3.       |                | （ミツメ）             |                                    | 2:48  |
| 4.       | (Instrumental) |                        |                                    | 4:36  |
| 5.       | (Instrumental) |                        |                                    | 4:33  |
| 总时长： | 总时长：       | 总时长：               | 总时长：                           | 21:07 |

## 外部連結
官方網站
- 愛繆
- 日本華納音樂

音樂短片
- YouTube上的
- YouTube上的

音樂錄影帶
- YouTube上的
- YouTube上的

音樂錄影帶（中文）
- YouTube上的〈在懂愛之前〉
- YouTube上的〈落櫻繽紛的夜〉

其他
- YouTube上的《Till I Know What Love Is (I'm Never Gonna Die) / On a Cherry Blossom Night》播放列表